# Marco Antônio, o Orador
Marco Antônio (português brasileiro) ou António (português europeu) Orador (143–86 a.C.; em latim: Marcus Antonius Orator) foi um político da gente Antônia da República Romana eleito cônsul em 99 a.C. com Aulo Postúmio Albino. Teve dois filhos, Marco Antônio Crético, o pai do triúnviro Marco Antônio, e Caio Antônio Híbrida, que não compartilhavam de sua excelente reputação. Foi também censor em 97 a.C..
Foi um dos mais importantes oradores de sua época e , segundo Cícero, apenas Lúcio Licínio Crasso Orador lhe era comparável.

## Primeiros anos
Marco Antônio iniciou sua carreira política em 113 a.C., assumindo o cargo de questor propretor na Ásia. No ano seguinte, ainda no exercício desse cargo, envolveu-se em um escândalo e quase se arruinou. Mas, embora pudesse ter evitado o processo judicial permanecendo na província, preferiu voltar a Roma e, proferindo uma série de vigorosos discursos, conseguiu limpar seu nome. O episódio deu novo impulso à sua carreira, e, mais tarde, por defender vários políticos conservadores nos tribunais romanos, foi escolhido líder da facção dos optimates, o partido aristocrático no Senado Romano.
Foi depois eleito pretor com poderes proconsulares da província romana da Cilícia em 102 a.C.. Durante seu mandato, lutou contra os piratas cilicianos que infestavam o mar Mediterrâneo. Ele passou dois anos recrutando um exército e reunindo uma esquadra. Afinal, investiu contra os piratas, batendo-os em uma série de batalhas que não somente tornaram o litoral mais seguro, como permitiram estabelecer ali uma nova colônia romana. O sucesso foi tão grande que o Senado lhe concedeu um triunfo naval, em 100 a.C., e sua estátua foi colocada no Fórum.

## Cônsul (99 a.C.) e censor (97 a.C.)
Foi eleito cônsul em 99 a.C. com Aulo Postúmio Albino. Era adversário dos partidários de Lúcio Apuleio Saturnino, em particular em relação a uma lei agrária proposta pelo tribuno da plebe Sexto Tício; foi eleito censor em 97 a.C.; durante seu mandato, foi acusado de concussão por Marco Durônio, mas foi absolvido. Antônio obteve ainda um comando em 90 a.C. durante a Guerra Social para lutar contra os mársios.

## Guerra Social e morte
O fato da facção de Caio Mário estar em ascensão levou-o a, gradualmente, transferir suas simpatias políticas, passando a apoiar propostas de reformas sustentadas pelos populares. Uma delas era a concessão de plena cidadania romana a todos os aliados italianos, defendida por Mário e vetada pelo Senado, foi o estopim da Guerra Social. No final da década de 90 a.C., Antônio desentendeu-se com Mário e passou a apoiar Sula na guerra civil entre os dois líderes. Essa opção política viria a lhe custar a vida, pois, quando  Mário e Lúcio Cornélio Cina tomaram Roma, em 87 a.C., Antônio foi preso e executado sumariamente. 

### Versão de Apiano
Outra versão para a sua morte é dada por Apiano. Enquanto os irmãos Caio Júlio e Lúcio Júlio, e Atílio Serrano, Públio Lêntulo, Caio Nemetório e Marco Bébio foram presos nas ruas de Roma e executados, e Crasso matou o próprio filho e foi morto pelos perseguidores em seguida, Marco Antônio conseguiu escapar de Roma para o interior, escondendo-se em uma fazenda. Porém, quando o escravo do fazendeiro foi comprar um vinho mais caro para ele, o taberneiro perguntou-lhe a razão e o escravo contou o segredo. Mário soube disso e quis partir para lá pessoalmente, mas seus amigos o dissuadiram. O tribuno enviado contra Marco Antônio enviou seus soldados para o andar de cima, mas ele, usando suas habilidades de orador, conseguiu dissuadi-los. Públio Ânio, o tribuno, porém, ao ver o que estava acontecendo, matou Marco Antônio enquanto ele estava declamando, e mandou sua cabeça a Mário.
Assim como aconteceu com os outros opositores de Mário, sua cabeça ficou exposta na rostra do Fórum Romano. Seu corpo não foi sepultado e foi abandonado para ser despedaçado por pássaros e cães.

## Oratória
A reputação de Antônio como grande orador deriva, na falta de discursos de sua autoria que tenham sobrevivido, da opinião de Cícero, que fez de Marco Antônio um dos personagens de sua obra De Oratore com Lúcio Licínio Crasso; desta obra é possível deduzir que Antônio tinha uma eloquência natural, caracterizada pela força e energia, e não artificial, marcada pelo refinamento e perfeição.
Cícero e Quintiliano afirmam que ele publicou um livro chamado "De ratione dicendi". Entre seus principais discursos, estão:
- Uma defesa própria da acusação de uma relação proibida com uma virgem vestal (113 a.C.)[8];
- Um discurso contra Cneu Papírio Carbão, derrotado pelos cimbros em 113 a.C., realizado em 111 a.C.[9];
- Um discurso contra Sexto Tício, tribuno da plebe em 99 a.C.[10];
- Uma defesa Mânio Aquílio, acusado de concussão durante o governo da Sicília, muito celebrado[11][12];
- Uma defesa própria da acusação que a concussão, proposta por Marco Durônio[13];
- Uma defesa de Caio Norbano, acusado de ter provocado a destruição de um exército romano pelas mãos dos cimbros por negligência[14].